# Pikkusaari (ö i Lappland, Norra Lappland, lat 68,72, long 27,62)
Pikkusaari är en ö i Finland. Den ligger i vattendraget Ivalojoki och i kommunen Enare  i den ekonomiska regionen Norra Lappland och landskapet Lappland, i den norra delen av landet, 1 000 km norr om huvudstaden Helsingfors. Öns area är 3,5 hektar och dess största längd är 430 meter i sydväst-nordöstlig riktning.